# Brugny-Vaudancourt

Brugny-Vaudancourt este o comună în departamentul Marne, Franța. În 2009 avea o populație de 442 de locuitori.